# Centropyge potteri
Espèce
Synonymes
- Holacanthus potteri Jordan & Metz, 1912

Statut de conservation UICN

 LC  : Préoccupation mineure
Le Poisson-ange nain de Potter (Centropyge potteri) est une espèce de poissons de la famille des pomacanthidés.  Elle est présente dans les récifs coralliens des eaux de l'archipel d'Hawaï et de l'atoll Johnston, dans l'Océan Pacifique. La taille maximale pour cette espèce est de 10 cm,.